# Оперативно-тактичне угруповання «Сіверськ»
Оперативно-тактичне угруповання «Сі́верськ» (ОТУ «Сіверськ») — тимчасове об'єднання, створене у Силах оборони України.

## Історія
Оперативне угруповання військ (ОУВ) «Сіверськ» розгорнули біля кордону України станом на 24 лютого 2022 року. Станом на травень 2022 року входило до складу ОСУВ «Північ».
У травні — червні 2022 року ОУВ «Сіверськ» переформатовано у ОУВ «Чернігів».
У 2024 році ОУВ «Чернігів» переформатували в оперативно-тактичне угруповання (ОТУ) «Сіверськ».

## Командування
- 2022: генерал-майор Ніколюк Віктор Дмитрович[6]
- 2023—2025: генерал-майор Красильников Дмитро Сергійович[7][5]